# Phil Gordon
Philip Stewart 'Phil' Gordon (Newport, 6 juli 1970) is een Amerikaans pokerspeler, televisiepresentator en schrijver van pokerboeken. Hij won in 2004 het Bay 101 Shooting Stars-toernooi van de World Poker Tour. Daarnaast werd Gordon in 2001 vierde in het main event van de World Series of Poker, waarop hij zich in latere jaren ook voor verschillende andere finaletafels plaatste. Dit deed hij in zowel Texas Hold 'em als Omaha, maar zonder titelwinst.

## Carrière
Hoewel Gordon geen officiële WSOP-titel achter zijn naam heeft, won hij in 2010 wel het WSOP Ante Up For Africa-toernooi. Het prijzengeld van $130.641,- dat hij daarmee won, doneerde hij in zijn totaal aan het goede doel. Ook won hij in 2006 het Poker Championship at Red Rock van Full Tilt Poker. Gordon won tot en met juni 2014 meer dan $2.750.000,- in live pokertoernooien, cashgames niet meegerekend.
Naast pokerspeler is Gordon presentator en commentator van televisieprogramma's over poker. Hij presenteerde onder meer zes seizoenen van het Amerikaanse programma Celebrity Poker Showdown en versloeg het main event van de WSOP in zowel 2006 als 2007, voor pay-per-view van ESPN.
Ook is Gordon auteur van verschillende boeken over poker. Het eerste dat verscheen was Poker: The Real Deal in 2004, wat niet (exclusief) een strategieboek is, maar een uitgave over allerlei aspecten van pokeren. Hierin schrijft hij over zaken als de cultuur rond de spelaccommodaties, de levensstijl van de profs, kleurrijke figuren binnen de pokerwereld en bekende speelplaatsen en - websites. Vervolgens schreef Gordon een serie boeken onder de titels Phil Gordon's Little Green Book: Lessons and Teachings in No Limit Texas Hold'em (2005), Phil Gordon's Little Blue Book: More Lessons and Hand Analysis in No Limit Texas Hold'em (2006) en Phil Gordon's Little Black Book: Beginning Poker Lessons and the No Limit Lifestyle (2006). Deze spitsen zich wel toe op spelstrategie, voor spelers met verschillende niveaus in vaardigheid en ervaring.
- Bibliothèque nationale de France: cb15569428m (data)
- Gemeinsame Normdatei: 133525376
- International Standard Name Identifier: 0000 0000 3915 6847
- Library of Congress Control Number: n2004100159
- Nationale Bibliotheek van Israël: 987011542575305171
- Nederlandse Thesaurus van Auteursnamen: 315901594
- Virtual International Authority File: 64322661
- WorldCat: E39PBJvRWfm9H3Jw7JFgTdgYfq